# Страсті-мордасті
«Страсті-мордасті» (другі назви: «Пристрасті-мордасті», «Страсті-мордасті-1») — радянська збірка мініатюр 1990 року студії Укранімафільм. До збірки входили три фільми-дебюти: «Втеча» (режисер — Володимир Гончаров), «Гість» (режисери — Вадим Тюряєв, Олександр Бубнов) і «Колобок» (режисер — Валерій Конопльов).

## Сюжет
«Втеча»:
Рукавички дістають з холодильника м'яса, що б'ється як живе, і кладуть на стіл, де оточують його вилки і ножі. Там рукавички починають різати м'ясо ножем та приносити його як жертву м'ясорубці. Один шмат м'яса і за ним починається погоня. Йому вдається втекти, а рукавички вирішують закінчити почате без нього, і скибці доводиться мовчки дивитись, як його брати перетворюються на котлети. Вранці біля скибки зовсім не залишається сил і перед смертю він згадує своє минуле життя, як частину корови. Він гниє та його тіло з'їдають черв'яки.
«Гість»:
Темна постать у протигазі блукає похмурим світом, поки з неба на нього дивиться зловісно посміхається місяць. У моторошній будові, що нагадує пекельний кафедральний собор і метро одночасному, група дивних прибульців готує собі вечерю з хробаків та підозрілої червоної жижі. До них заходить гість у протигазі та знімає маску, оголюючи своє людське обличчя. Прибульці лякаються, але гість знімає з себе людське обличчя і виявляється одним із них, після чого починає потішатися над братами. А обличчя було здерте зі справжньої людини.
«Колобок»:
Діду з бабкою не було чого їсти, так що вони змели звідусіль пил і зробили колобка. А колобок той ожив і покотився від них. Різні звірі намагалися його з'їсти: заєць, вовк, ведмідь, лисиця, але зрештою колобок їх сам з'їдав. Колобок збільшився у розмірі і почав їсти міста та людей, а потім і планету із супутником. Останніми колобок з'їдає глядачів.

## Над фільмом працювали
- «Втеча»: Кінорежисер: Володимир Гончаров, художник-постановник: Олександр Бубнов;
- «Гість»: Кінорежисери: Вадим Тюряєв, Олександр Бубнов, художник-постановник: Вадим Тюряєв;
- «Колобок»: Кінорежисер та художник-постановник: Валерій Конопльов;
- Автори сценарію: Олександр Бубнов, Валерій Конопльов;
- Композитор: Володимир Бистряков (у титрах не вказаний);
- Кінооператори: Світлана Нові, Анатолій Гаврилов;
- Звукооператор: Ізраїль Мойжес;
- Художники-аніматори: Костянтин Баранов, Олександр Бубнов, Вадим Тюряєв, Валерій Конопльов;
- Асистент режисера: Алла Криворотенько;
- Асистенти кінооператора: В. Грабарь (у титрах В. Гробарь), Ірина Шевчук;
- Асистенти художника: О. Зуєва, Л. Кирич;
- Монтаж: Лідія Мокроусова;
- Редактор: Світлана Куценко;
- Директор знімальної групи: Станіслав Лещенко.